# Kaiserpokal 1949
Der Kaiserpokal 1949 war die 29. Austragung des Kaiserpokals, des höchsten japanischen Fußballpokalwettbewerbs. Sieger des Wettbewerbs waren die Universität Tokio LB.

## Ergebnisse

### Viertelfinale
|             | Ergebnis |            |
| ----------- | -------- | ---------- |
| Kandai Club | 5:2      | Aisho Club |

### Halbfinale
|                      | Ergebnis |                 |
| -------------------- | -------- | --------------- |
| Universität Tokio LB | 7:1      | Toyo Industries |
| Nittetsu Futase      | 0:4      | Kandai Club     |

### Spiel um Platz 3
|                 | Ergebnis |                 |
| --------------- | -------- | --------------- |
| Toyo Industries | 5:3      | Nittetsu Futase |

### Finale
|                      | Ergebnis |             |
| -------------------- | -------- | ----------- |
| Universität Tokio LB | 5:2      | Kandai Club |